# Religija u Meksiku
Nacionalni institut za statistiku i zemljopis (špa. "Instituto Nacional de Estadística y Geografía") je 2010. objavio popis po kojem je katoličanstvo u Meksiku većinska religija, s 82.7% sljedbenika, dok 9.7% (oko 10.9 mil.) pripadaju drugim kršćanskim denominacijama, uključujući evangeliste (5.2%); pentekostalce (1.6%); i druge protestante (0.7%); Jehovine svjedoke (1.4%); Adventiste sedmog dana (0.6%); i članove Crkve Isusa Krista svetaca posljednjih dana (0.3%). 172 891 (ili manje od 0.2% ) pripada drugima, ne-kršćanskim religijama; 4.7% se izjasnilo bez religije dok je 2.7% nespecificiranih.
S oko 92 milijuna katolika Meksiko je druga najbrojnija katolička zemlja u svijetu poslije Brazila. 47% Meksikanaca sudjeluje tjedno u obredu mise 
Većina meksičkih gradova i sela imaju godišnje blagdane tijekom kojih slave svetce zaštitnike. Pobožnost Gospi od Guadalupe, zaštitnici Meksika, se slavi 12. prosinca i smatra se najvažnijim meksičkim religioznim praznikom.

Popis iz 2010. objavio je da su 314 932 osobe članovi Crkve Isusa Krista svetaca posljednjih dana ,  iako je crkva tvrdila da je više od milijuna registriranih članova.Oko 25% registriranih članova posjećuje tjedne službe, iako ove brojke mogu varirati.
Prisutnost Židova u Meksiku datira još iz 1521., kada je u društvu Hernána Cortésa kada je pobijedio Asteke, bilo i konvertiranih Židova. 
  Prema popisu iz 2010. u Meksiku živi 67 476 Židova Islam u Meksiku prakticira se od strane malobrojnih stanovnika grada Torreón, u saveznoj državi Coahuila, a oko 300 muslimana živi u oblasti San Cristóbal de las Casas.
18 185 Meksikanaca pripada jednoj od Istočnih religija, kategoriji koja uključuje malu budističku populaciju.